# Liste der Monuments historiques in Vendegies-sur-Écaillon
Die Liste der Monuments historiques in Vendegies-sur-Écaillon führt die Monuments historiques in der französischen Gemeinde Vendegies-sur-Écaillon auf.

## Liste der Bauwerke
| Bezeichnung         | Beschreibung | Standort                   | Kennzeichnung | Schutzstatus | Datum | Bild           |
| ------------------- | ------------ | -------------------------- | ------------- | ------------ | ----- | -------------- |
| Menhir Gros Caillou |              | Bruyère de Sommaing (Lage) | PA00107875    | Classé       | 1980  | weitere Bilder |

## Liste der Objekte
- Monuments historiques (Objekte) in Vendegies-sur-Écaillon in der Base Palissy des französischen Kultusministeriums